# Ночная флейта
«Ночна́я фле́йта» — первый сборник русского и советского поэта Николая Асеева, опубликованный в 1914 году.

## О книге
Сборник опубликован в 1914 году в московском издательстве «Лирика» тиражом 200 экземпляров.
Как отмечает литературовед Игорь Шайтанов, флейта, название которой вынесено в название сборника, часто встречалась в произведениях футуристов и была дионисийским символом, противопоставляемым высокой лире символистов.

## Содержание

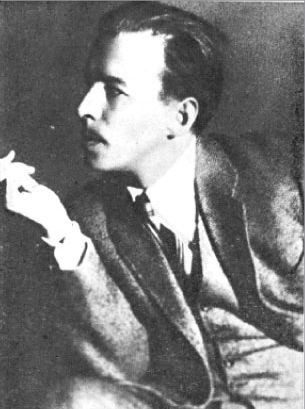
Николай Асеев

В сборник вошли 18 стихотворений, написанных в 1910—1913 годах.
- Песня таракана Пимрома («Надев зелёную ермолку...»)
- Внезапье («Бился пульс нараставшего горя...»)
- Ночной поход («Горькие в сердце — миндалины...»)
- Фокусник («Сверьте балансы и счёты!..»)
- «Как вынесло утро тяжёлые стрелы...»
- Старинное («В тихом поле звонница...»)
- Москве («И ты передо мной взметнулась...»)
- Eritis sicut dei! («Верьеры неба отсияли...»)
- Безумная песня («Рушится ночь за ночью...»)
- Стихи с кардамоном («Когда зажгут эти свечи...»)
- Башня королей («В далёком поле вечер...»)
- «В лесу темноветвистом...»
- «Закат онемелый трепещет...»
- «Какие спокойные дремлют...»
- «Листья липовых скверов по-прежнему свежи...»
- Терцины другу («Мы пьём скорбей и горести вино...»)
- «В сини четырёхугольника...»
- Фантасмагория («Летаргией бульварного вальса...»)

Девять из них имеют посвящения. «Песня таракана Пимрома» посвящена поэту Сергею Боброву, «Внезапье» — поэту Валерию Брюсову, «Ночной поход» — поэтессе и переводчице Вере Станевич, «Фокусник» — жене Сергея Боброва Марии Бобровой, «Старинное» — поэту, переводчику и художнику Юлиану Анисимову, «Москве» — литературоведу Константину Локсу, «Листья липовых скверов по-прежнему свежи...» — З. Б., «Терцины другу» — поэту Борису Пастернаку, «Фантасмагория» — художнице Наталье Гончаровой.
Стихам предшествует программное предисловие поэта Сергея Боброва, который был лидером московской издательской группы «Лирика» — в неё входил и Асеев. Впоследстии Бобров и Асеев были лидерами футуристической группы «Центрифуга». В предисловии Бобров высказался с антисимволистских позиций. Он же оформил обложку издания.

## Критика
Объединение «Лирика», в которое входил Асеев, было близко к символизму, поэтому в стихах «Ночной флейты» отмечают символистское влияние. Этой точки зрения придерживался и Евгений Евтушенко, в своей антологии «Строфы века» называвший книгу символистской.
Валерий Брюсов благожелательно отозвался на выход «Ночной флейты».

Игорь Шайтанов отмечает, что Асеев периода «Ночной флейты» — поэт «лишь в самом начале самостоятельного пути», и на тот момент было неизвестно, какой эстетический путь он выберет. По мнению литературного критика Вячеслава Огрызко, в сборнике поэт искал свой стиль.
«В ней [книге] много экзотики. достаточно легко узнаваемой. Автор так до конца и не решил, какой необычностью он поразит воображение: будет ли современным и городским вослед Брюсову или отправится в дальние страны за Гумилёвым... Или предпочтёт путешествие во времени, явившись архаистом-новатором», — пишет Шайтанов.
Он также отмечает обозначившийся в «Ночной флейте» интерес Асеева к «старинному, давнему». В стихотворении «Терцины другу» («Мы пьём скорбей и горести вино // и у небес не требуем иного, // зане свежит и нудит нас оно») он находит лексические сходства со стихами русского поэта XVIII века Василия Петрова.
Ряд исследователей отмечают влияние творчества немецкого писателя-романтика Эрнста Теодора Амадея Гофмана, отразившееся в сборнике. Так, в стихотворении «Фокусник» упоминается «тень кавалера Глюка» из его новеллы «Кавалер Глюк», эпиграфом к послесловию выбрана цитата из романа Гофмана «Житейские воззрения кота Мурра». Кроме того, первое стихотворение «Песенка таракана Пимрома», по словам филолога Михаила Гаспарова, — «игра в Гофмана». Известно, что таракан Пимром — это персонаж неопубликованной сказки Асеева.